# Layqa
Layqa (pronunciado [lajqɐ]), es un término del idioma quechua usado por los pueblos quechuas y aimaras, originalmente referido a los médicos y sabios andinos.
Tras la llegada de los españoles, los sacerdotes católicos comenzaron a referirse a todos los practicantes mágico-religiosos indígenas con este título, equiparando el término "layqa" con 'hechicero' o 'bruja'. Las primeras referencias al layqa aparecen en las Crónicas españolas, así como en el Manuscrito de Huarochirí, encargado en 1608 por un fiscal clerical, el padre Francisco de Ávila, quien lo usó para la persecución de los cultos y creencias indígenas. Durante el virreinato del Perú, todos estos personajes fueron perseguidos, acusados de los crímenes de hechicería e idolatría.
El movimiento Taki Unquy usaba este término para referirse a algunos de sus líderes espirituales.
Actualmente, varios investigadores contemporáneos, entre ellos la antropóloga polaca Ina Rösing, buscan reivindicar el término layqa y entenderlo como parte de la cosmovisión incaica.